# Bayo Arigbon
Adebayo Arigbon, más conocido como Bayo Arigbon, es un jugador de baloncesto profesional estadounidense, que juega en el club Liceo Mixto, de la División Mayor del Básquetbol de Chile.

## Historia

### Inicios
Inició sus incursos al baloncesto cuando estaba en su país natal, Estados Unidos. Luego llegó a la Liga universitaria, jugando por Yakima Valley en el año 2004 y hasta 2005.
Después arribó al North Idaho, club en el que estuvo hasta 2006. De ahí pasó al San Diego Christian College, de California, donde estuvo hasta el 2008, año en el que firma por el Hottur, club de la primera división de Islandia.

### Paso por Sudamérica
Su buen rendimiento (un promedio de 35,1 puntos por partido) lo llevó a internacionalizar aún más, llegando a Sudamérica.
En el año 2009 llega a Chile, al club Español de Talca, donde termina en el puesto número 3º en la fase regular del torneo.
Ya en play-offs pasó la primera fase venciendo a Antofagasta Sokol por 3-0, convirtiendo 68 puntos en los 3 partidos. Luego en la semifinal cayó con Liceo Mixto por 3-0, equipo que se corornaría como campeón esa temporada.

### Llegada a Israel
Luego llegó al Hapoel Hev Hasharon, de la Liga Israelí a mediados de 2009 y manteniéndose allí hasta 2010. Después llegó al CB Guadalajara, de la LEB, segunda categoría del baloncesto español.

### De vuelta a Sudamérica
Después de España llega nuevamente a Sudamérica, específicamente a Ecuador, en el club Quevevo Los Ríos. Tendría una muy buena temporada, donde llegó a la marca de 31 puntos en un partido frente al Santo Domingo.
Se mantendría en el continente, para volver a Chile, nuevamente al Español de Talca, para la temporada 2011-12.

### Dimayor: Su mejor momento
En el año 2012 se mantiene en Chile y firma por el club Liceo Mixto, actual campeón de la liga, siendo titular en el esquema de "los condores".
Es considerado un de los mejores extranjeros de la Dimayor.

## Títulos
No tiene.